# 日テレ7
株式会社日テレ7（にっテレセブン、英: NitteleSeven Co.,Ltd.）は、かつて存在した電子商店街のポータルサイトの運営による通信販売を主たる事業とする株式会社である。

## 概説
日本テレビ放送網、セブン&アイ・ホールディングス、電通、セブン-イレブン・ジャパン、イトーヨーカ堂、セブンアンドワイ（セブンネットショッピング→現セブン&アイ・ネットメディア）の共同出資で、2007年12月3日に設立。資本金は4億8,000万円。筆頭株主は、株式の51%を保有する日本テレビであった。
2008年4月7日に営業を開始し、「テレビ番組とインターネットと小売が融合した全く新しい次世代型のビジネスモデル」を目指すとしていた。
2024年11月、「女神のマルシェ」の1社提供スポンサーである７＆i,とりわけイトーヨーカ堂の不振が響き解散。
なお、URLにntv7と出ているが、マレーシアのテレビ局のNTV7とは関係ない。

## 沿革
- 2007年12月3日 - 設立。
- 2008年4月7日 - 営業開始。
- 2024年
  - 9月30日 - 日テレ7のサービスが終了[1]。
  - 11月30日 - 会社が解散[2][3]。

## 社長
- 初代：山根義紘（日テレ・グループ・ホールディングス副社長）（2007年12月3日～2008年8月2日）
- 2代：三浦姫（日本テレビ取締役執行役員／元：コンテンツ事業局長）（2008年8月21日～2009年11月30日）
- 3代：白岩裕之（日本テレビ 元：メディア戦略局IT推進センター長→エコ事務局→2011年7月フォアキャスト・コミュニケーションズ代表取締役社長→2014年6月テレビ信州常務取締役）（2009年12月1日～2011年6月30日）
- 4代：高木章雄（日本テレビ 元：編成局P・CD→編成局マルチユース戦略部長→コンテンツ事業局CCP）（2011年7月1日～2014年6月4日）
- 5代：菊池剛太（日本テレビ 元：総合計画室広報部長→情報エンターテインメント局次長→情報カルチャー局長）（2014年6月5日～2018年6月）
- 6代：渡邉修三（2018年6月～2019年6月）
- 7代：大関雅人（BS日本元取締役）（2019年6月～2024年11月）

## 過去に提供していた番組
- 女神のマルシェ（金曜10:25 - 10:55。札幌テレビは5日遅れの水曜10:25 - 10:55に放送）
- 日テレ7 続きはネットで…（火曜・木曜・土曜深夜）
- 夜明けのマルシェ（火曜・土曜深夜）
- ウケウリ!!（金曜深夜）